# Italian Hockey League Women 2017-2018
Il Campionato italiano femminile di hockey su ghiaccio 2017-2018, ufficialmente Italian Hockey League Women 2017-2018, è la ventottesima edizione di questo torneo, organizzato dalla FISG, la prima con la nuova denominazione.

## Partecipanti
Il torneo è rimasto a cinque squadre, le medesime della stagione precedente.
 Alleghe Girls
 Lakers
 EV Bozen Eagles
 Como F.
 Torino Bulls F.

## Formula
Il torneo prevede la disputa di un girone di andata e ritorno, al termine del quale viene disputato un ulteriore girone di sola andata. L'ultima squadra classificata al termine della seconda fase verrà eliminata, mentre le altre quattro disputeranno i play-off, con semifinali e finale al meglio dei tre incontri, e con la finale per il terzo posto in gara unica.
Tanto per la regular season quanto per i play-off non sono previsti pareggi: in caso di parità al termine dei tempi regolamentari viene disputato un tempo supplementare di 5 minuti, con la regola della sudden death ed un giocatore di movimento in meno. In caso di ulteriore parità al termine del tempo supplementare, vengono effettuati i tiri di rigore.

## Regular season

### Prima fase
| Squadre         | Alleghe F.              | EV Bozen Eagles   | Como F.           | Lakers            | Torino Bulls            |
| --------------- | ----------------------- | ----------------- | ----------------- | ----------------- | ----------------------- |
| Alleghe F.      |                         | 0:3 (10/12/2017)  | 8:0 (22/10/2017)  | 4:0 (05/11/2017)  | 1:2 d.r. (29/10/2017)   |
| EV Bozen Eagles | 4:5 d.t.s. (03/12/2017) |                   | 18:1 (05/11/2017) | 5:0 (17/12/2017)  | 7:3 (26/11/2017)        |
| Como F.         | 1:11 (01/10/2017)       | 0:19 (19/11/2017) |                   | 1:12 (29/10/2017) | 0:8 a tav. (10/12/2017) |
| HC Lakers       | 0:4 (26/11/2017)        | 0:15 (08/12/2017) | 9:4 (21/10/2017)  |                   | 1:5 (25/11/2017)        |
| Torino Bulls F. | 3:4 (19/11/2017)        | 1:2 (22/10/2017)  | 14:0 (14/12/2017) | 5:0 (08/10/2017)  |                         |

Legenda: d.t.s.= dopo i tempi supplementari; d.r.= dopo i tiri di rigore

#### Classifica prima fase
|    |                 |       |    |   |     |     |   |    |    |
|    | Teams           | Punti | PG | V | VOT | POT | P | GF | GS |
| 1. | EV Bozen Eagles | 22    | 8  | 7 | 0   | 1   | 0 | 73 | 10 |
| 2. | Alleghe Girls   | 18    | 8  | 5 | 1   | 1   | 1 | 37 | 13 |
| 3. | Torino Bulls F. | 14    | 8  | 4 | 1   | 0   | 3 | 41 | 15 |
| 4. | Lakers          | 6     | 8  | 2 | 0   | 0   | 6 | 22 | 43 |
| 5. | Como F.         | 0     | 8  | 0 | 0   | 0   | 8 | 7  | 99 |

Legenda: PG = partite giocate; V = vittorie conseguite nei tempi regolamentari; VOT= vittorie conseguite ai tempi supplementari o ai rigori; POT = sconfitte subite ai tempi supplementari o ai rigori; P = sconfitte subite nei tempi regolamentari; GF = reti segnate; GS = reti subite

### Seconda fase
Nella seconda fase le squadre si incontreranno in un girone di sola andata che vedrà ogni squadra giocare in casa due incontri ed altrettanti in trasferta, con accoppiamenti determinati in base alla posizione di classifica al termine della prima fase.
| Squadre         | Alleghe F.        | EV Bozen Eagles  | Como F.                 | Lakers           | Torino Bulls            |
| --------------- | ----------------- | ---------------- | ----------------------- | ---------------- | ----------------------- |
| Alleghe F.      |                   |                  |                         | 2:0 (10/02/2018) | 2:1 d.t.s. (20/01/2018) |
| EV Bozen Eagles | 4:1 (17/02/2018)  |                  | 5:0 a tav. (11/02/2018) |                  |                         |
| Como F.         | 2:10 (28/01/2018) |                  |                         |                  | 0:7 a tav. (04/02/2018) |
| HC Lakers       |                   | 0:6 (21/01/2018) | 6:1 (18/02/2018)        |                  |                         |
| Torino Bulls F. |                   | 1:5 (10/02/2018) |                         | 5:2 (28/01/2018) |                         |

Legenda: d.t.s.= dopo i tempi supplementari; d.r.= dopo i tiri di rigore

#### Classifica seconda fase
|    |                 |       |    |   |     |     |   |    |    |
|    | Teams           | Punti | PG | V | VOT | POT | P | GF | GS |
| 1. | EV Bozen Eagles | 34    | 4  | 4 | 0   | 0   | 0 | 20 | 2  |
| 2. | Alleghe Girls   | 26    | 4  | 2 | 1   | 0   | 1 | 15 | 7  |
| 3. | Torino Bulls F. | 21    | 4  | 2 | 0   | 1   | 1 | 14 | 9  |
| 4. | Lakers          | 9     | 4  | 1 | 0   | 0   | 3 | 8  | 14 |
| 5. | Como F.         | 0     | 4  | 0 | 0   | 0   | 4 | 3  | 28 |

Legenda: PG = partite giocate; V = vittorie conseguite nei tempi regolamentari; VOT= vittorie conseguite ai tempi supplementari o ai rigori; POT = sconfitte subite ai tempi supplementari o ai rigori; P = sconfitte subite nei tempi regolamentari; GF = reti segnate; GS = reti subite

## Play off

### Tabellone
|  | Semifinali | Semifinali      | Semifinali      | Semifinali | Semifinali |  |  | Finale          | Finale          | Finale          | Finale          | Finale |  |
|  |            |                 |                 |            |            |  |  |                 |                 |                 |                 |        |  |
|  | 1          | EV Bozen Eagles | EV Bozen Eagles | 6          | 16         |  |  |                 |                 |                 |                 |        |  |
|  | 4          | Lakers          | Lakers          | 1          | 0          |  |  | EV Bozen Eagles | EV Bozen Eagles | EV Bozen Eagles | 3               | 7      |  |
|  | 2          | Alleghe Girls   | Alleghe Girls   | 4          | 1†         |  |  | Alleghe Girls   | Alleghe Girls   | Alleghe Girls   | 2               | 0      |  |
|  | 3          | Torino Bulls F. | Torino Bulls F. | 2          | 0          |  |  |                 |                 |                 |                 |        |  |
|  |            |                 |                 |            |            |  |  |                 |                 |                 |                 |        |  |
|  |            |                 |                 |            |            |  |  | Finale 3º posto |                 |                 |                 |        |  |
|  |            |                 |                 |            |            |  |  |                 |                 |                 |                 |        |  |
|  |            |                 |                 |            |            |  |  | Torino Bulls F. | Torino Bulls F. | Torino Bulls F. | Torino Bulls F. | 3      |  |
|  |            |                 |                 |            |            |  |  | Lakers          | Lakers          | Lakers          | Lakers          | 0      |  |

Legenda: † - partita terminata ai tempi supplementari; ‡ - partita terminata ai tiri di rigore

### Semifinali

#### Gara 1
| Arbitri: | Jessica Brambilla Danielle Rostan |

|                                           |           | |
| Casassa (Avanzi) 31:33 De La Forest 34:11 | Marcatori | 18:45 Roccella (Zandegiacomo) 28:07 Roccella 38:55 Zandegiacomo (De Rocco) 39:59 Roccella (De Rocco) |

| Arbitri: | Gilberto Mair Walter Zuccatti |

|               |           | |
| Theiner 59:59 | Marcatori | 8:12 Gius (Bonafini) 28:27 Ebnicher (Abatangelo) 44:42 Furlani (Dalprà) 48:03 Furlani (Dalprà) 56:02 Elliscasis (Bertoluzzo) 56:47 B. Larger (Magnanini) |

#### Gara 2
| Arbitri: | Giulio Soia Luca Cassol |

|                                              |           |  |
| Campo Bagatin (Zandegiacomo, De Rocco) 60:16 | Marcatori |  |

| Arbitri: | Mirjam Gruber Thomas Egger |

| |           |  |
| Dalprà (Bertoluzzo) 5:19 Kraus (Dalprà) 10:22 Furlani (Dalprà) 15:50 Ebnicher (Callovini) 22:55 Ebnicher 23:04 Furlani (Dalprà) 26:57 Elliscasis (Bonafini) 34:55 Bertoluzzo 36:14 Elliscasis 37:09 Bonafini (Magnanini) 38:02 Ebnicher (Callovini) 45:18 B. Larger 46:55 Bonafini (B. Larger, Elliscasis) 50:41 Elliscasis (Maier) 54:47 Bettarini (Magnanini) 57:23 B. Larger (Bonafini) 59:04 | Marcatori |  |

### Finale 3º posto
| Arbitro: | Jeremy Bassani |

|                                                                                 |           |  |
| De La Forest (Ricca) 8:48 De La Forest (Carignano, Saletta) 14:03 Casassa 26:44 | Marcatori |  |

### Finale

#### Gara 1
| Arbitro: | Cristiano Biacoli |

|                                           |           |                                                                                   |
| Toffano (Zandegiacomo) 2:45 Roccella 5:06 | Marcatori | 18:27 Sutherland (Dalprà) 29:05 Bonafini (Elliscasis) 32:06 B. Larger (Bettarini) |

#### Gara 2
| Arbitro: | Andrea Benvegnù |

| |           |  |
| Larger (Furlani) 17:44 Sutherland (Furlani) 20:42 Caumo 26:00 Larger (Caumo) 27:43 Gius (Elliscasis, Furlani) 33:34 Sutherland (Dalprà) 50:38 Larger 55:59 | Marcatori |  |

L'EV Bozen Eagles si è aggiudicata il nono titolo italiano consecutivo.